# Maine Mariners
A Maine Mariners egy amerikai jégkorongcsapat az maine-i Portlandben. A franchise az 1989-es alapításól 1995-ig a Pacific Southwest Hockey League-ben játszott, majd 2003-ig a West Coast Hockey League-ben játszott Anchorage Aces néven, a 2003-04-es szezontól kezdve az ECHL-ben játszik, azon belül a keleti főcsoportnak az északi divíziójában. A klub a 6 206 férőhelyes Cross Insurance Arenában játszik. A csapat partnerszerződésben áll a National Hockey League-ben szereplő Boston Bruins-zal, illetve az American Hockey League-ben szereplő Providence Bruins-zal.

## Története
A franchise-ot 1989-ben alapították, és a Pacific Southwest Hockey League-ben játszott 1995-ig, amikor a West Coast Hockey League-hez csatlakozott, és játszott egészen a liga megszűnéséig, 2003-ban csatlakozott az ECHL-hez Alaska Aces néven. 2018-ban költözött Portlandba, és vette fel a Maine Mariners nevet.

### Franchise története
- 1989–2003: Anchorage Aces
- 2003–2017: Alaska Aces
- 2018–napjainkig: Maine Mariners

## Helyezések
A csapat eddig a rájátszássorozat első körénél tovább nem jutott.